# طوف جليدي
الطوف الجليدي أو طوف الجليد هو جزء من الجليد العائم يعرّف أنه قطعة مسطحة يبلغ عرضها 20 مترًا عند أوسع نقطة، وتطول 10 كيلومترات فأكثر .  الجليد الغطائي هو حقل عائم من الجليد البحري يتكون من عدة كتل جليدية. يمكن أن تسبب سدودًا جليدية في الأنهار ذات المياه العذبة، وفي المحيط المفتوح قد تتسبب في إتلاف أبدان السفن.

## معرض

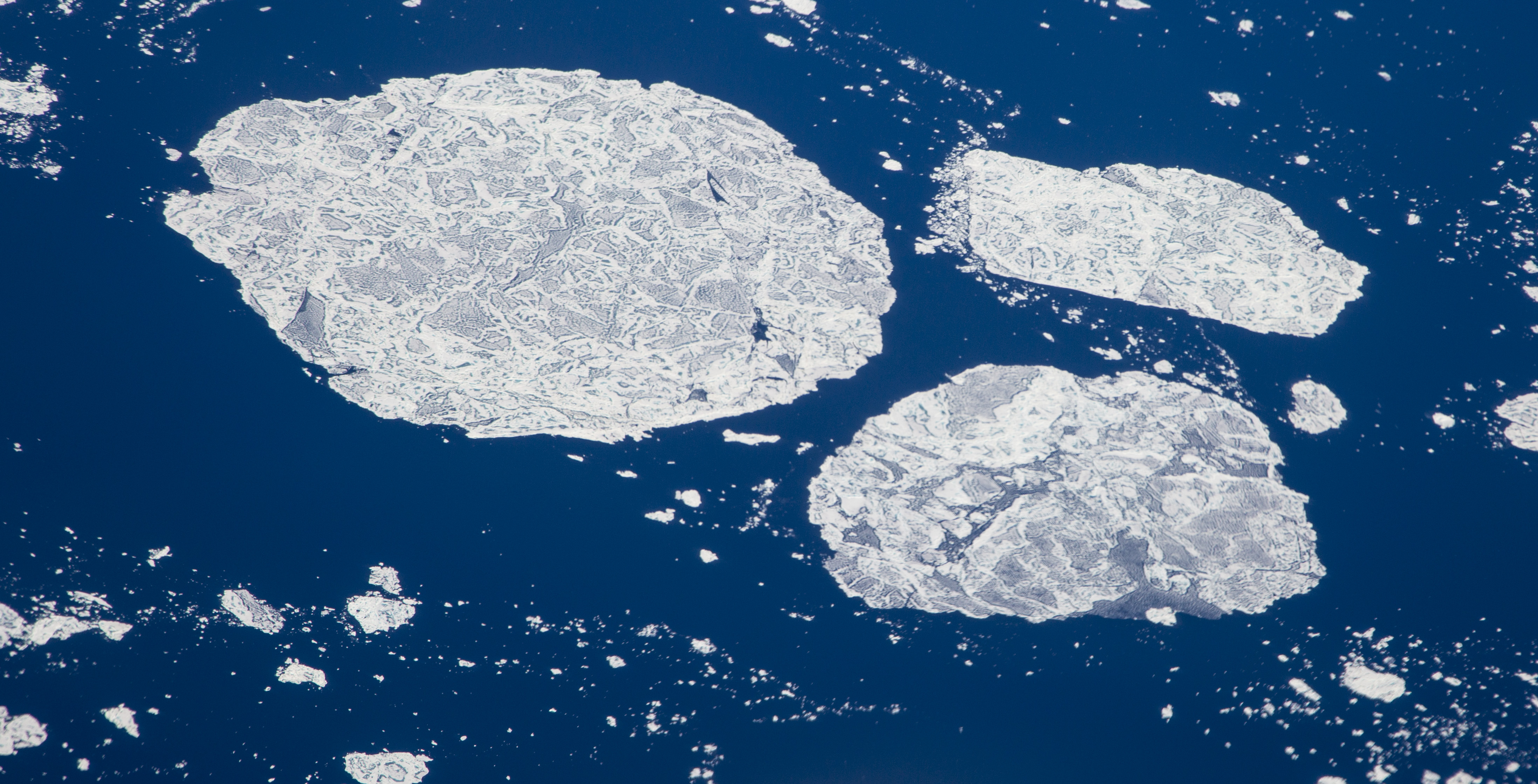
أطواف جليدية في مضيق هدسون
Ice floes in the Weddell Sea كتل الجليد العائمة في بحر ودل
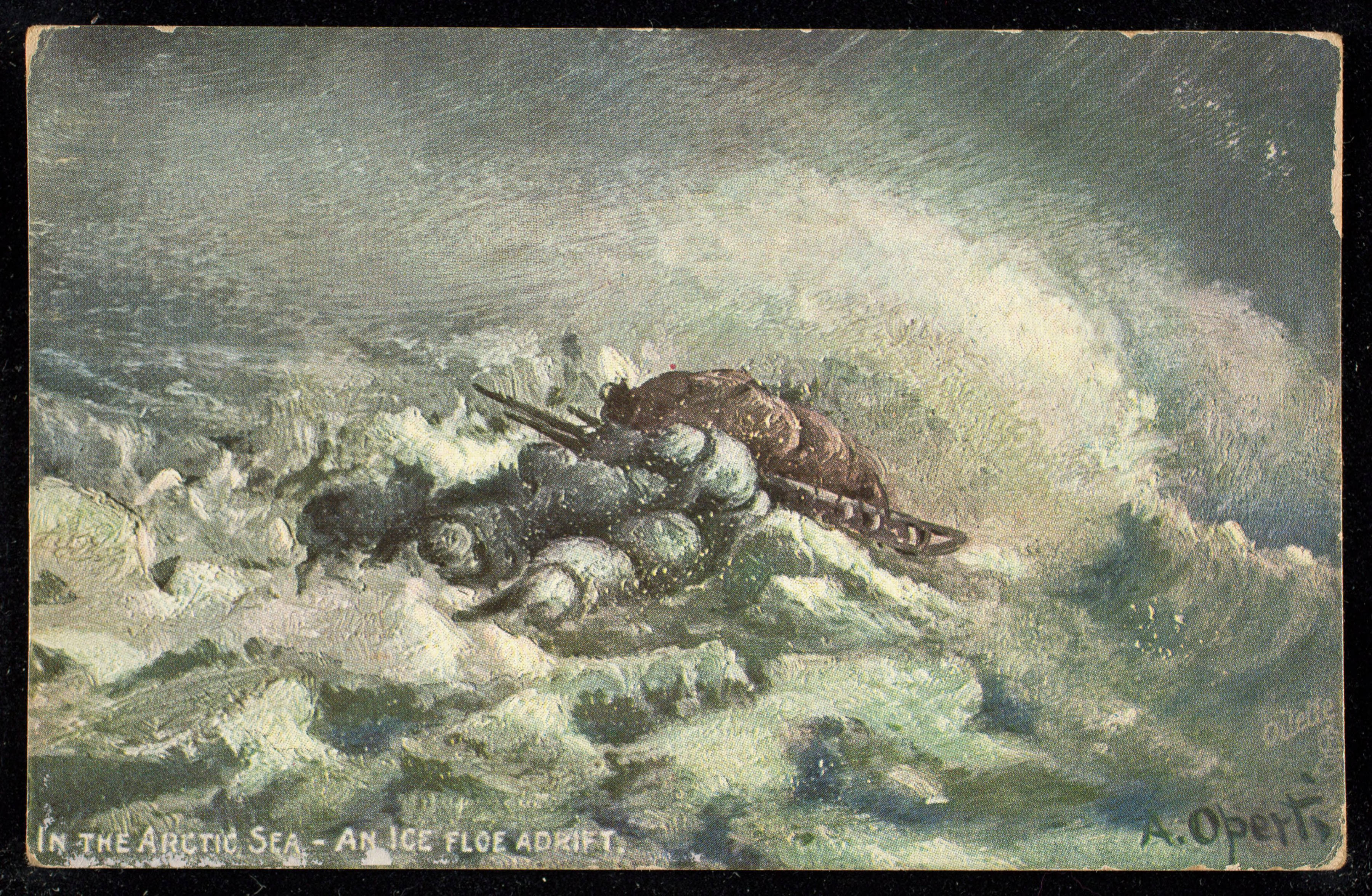